# Plats bruts
Plats bruts (letteralmente "Piatti sporchi" in lingua catalana) era una serie televisiva catalana trasmessa in prima visione il 19 aprile 1999]su TV3 . La sitcom era una coproduzione tra Kràmpack, El Terrat (Xen Subirats) e Televisió de Catalunya (Montse Polo e Montse Narro) diretta da Oriol Grau, Lluís Manyoses e Joel Joan . La serie è composta da 73 episodi della durata di 25-30 minuti, suddivisi in sei stagioni ed è stata trasmessa da TV3 dal 19 aprile 1999 al 15 aprile 2002 . Successivamente, è stata ritrasmessa (l'estate del 2004 su TV3, nel 2012 sul canale 3XL, le estati del 2013, 2014, 2015 e 2016 e del 2019 su TV3). Va in onda anche su 8tv dal lunedì al venerdì sera .
Plats bruts ha avuto ottimi ascolti e ha raggiunto oltre un milione di spettatori già al secondo episodio, raggiungendo una media di oltre il 35% dello screen share e 900.000 spettatori in Catalogna. Successivamente, gli episodi sono stati riprodotti su Canal 300 e 3XL e la prima stagione è stata doppiata in spagnolo con il titolo Platos sucios, per essere poi trasmessa su Vía Digital e ETB2 . Plats bruts è stata una serie rivoluzionaria perché oltre ad essere una delle prime serie televisive ad avere i sottotitoli, offriva anche la possibilità al pubblico di attivare i commenti per i non vedenti.
La serie è una sitcom dallo stile anglosassone molto marcato, in cui gli episodi seguono un filo conduttore, ma non hanno un seguito tematico. Durante la sua trasmissione le recensioni sono state ottime grazie alle sceneggiature fresche e divertenti e agli attori che si adattano molto bene ai rispettivi personaggi. Presenta un umorismo intelligente, ma molto particolare, che va in sintonia con le personalità dei protagonisti, che, nonostante le eccentricità e le esagerazioni, entrano facilmente in sintonia con il pubblico grazie alla loro credibilità. Sottolinea anche la parodia dell'attuale società catalana, soprattutto nei riferimenti al catalanismo.

## Trama
Lopes e David sono due ragazzi che condividono un appartamento nell'Eixample di Barcellona. Anni prima, Lopes era stato il supervisore di David, unico legame che hanno in comune, dal momento che non si somigliano per niente. Quando decidono di visitare un appartamento messo in affitto, decidono di condividerlo perché hanno bisogno l'uno dell'altro per andare avanti.
Lopes è un fallito, single a 34-35 anni, deve condividere un appartamento perché ha un pessimo contratto con Ràdio Bofarull, dove lavora come annunciatore. David è un giovane borghese di 24-25 anni che un giorno decide di cambiare vita ed emanciparsi, anche se continua a ricevere uno stipendio settimanale e porta con sé la sua governante, Carbonell. Non ha personalità, ma è convinto di avere talento e studia Teatro. I due ragazzi sono accompagnati da Emma, una ragazza che vive in una casetta di legno sul tetto del palazzo, ma che condivide tutti i servizi dell'appartamento dei ragazzi. Altri personaggi sono Pol, studente di teatro omosessuale e collega di David che lavora come cameriere al Café Maurici, Ramon, collega di Lopes alla radio, e Mercedes, la sua manager. Nelle ultime stagioni compaiono nuovi personaggi, come la nonna di David, nonna Sunsión, e il nuovo gestore del bar, Stasky, che sostituiscono i personaggi di Carbonell e Pol.

## Episodi
| Stagione         | Episodi | Prima TV Spagna | Prima TV Italia |
| ---------------- | ------- | --------------- | --------------- |
| Prima stagione   | 13      | 1999            | Inedita         |
| Seconda stagione | 16      | 1999-2000       | Inedita         |
| Terza stagione   | 10      | 2000            | Inedita         |
| Quarta stagione  | 8       | 2000            | Inedita         |
| Quinta stagione  | 12      | 2001            | Inedita         |
| Sesta stagione   | 14      | 2002            | Inedita         |

## Personaggi e interpreti
- David Güell, interpretato da Joel Joan.
Coinquilino di Lopes.
- Lopes, interpretato da Jordi Sánchez.
Coinquilino di David
- Emma, interpretata da Mònica Glaenzel Ribas.
Vicina di David e Lopes che vive in una casa di legno situata sul tetto dell'edificio.
- La Carbonell, interpretata da Anna Maria Barbany.
Assistente tuttofare di David.
- Pol, interpretato da Pau Durà.
Compagno di studi teatrali di David e cameriere al Café Maurici.
- Ramon, interpretato da Lluís Xavier Villanueva.
Lavora nella stessa emittente radiofonica di Lopes.
- Mercedes, interpretata da Montse Pérez.
Lavora nella stessa emittente radiofonica di Lopes.
- Iaia Sumsión, interpretata da Mercè Comes.
Nonna di David.
- Stasky, interpretato da Borja Espinosa.
Cameriere al Café Maurici.

## Riconoscimenti
- Fotogramas de Plata
  - 2000 – Candidato per il miglior attore televisivo a Joel Joan
- Premio Ondas
  - 2002 – Miglior serie spagnola